# シウテクトリ

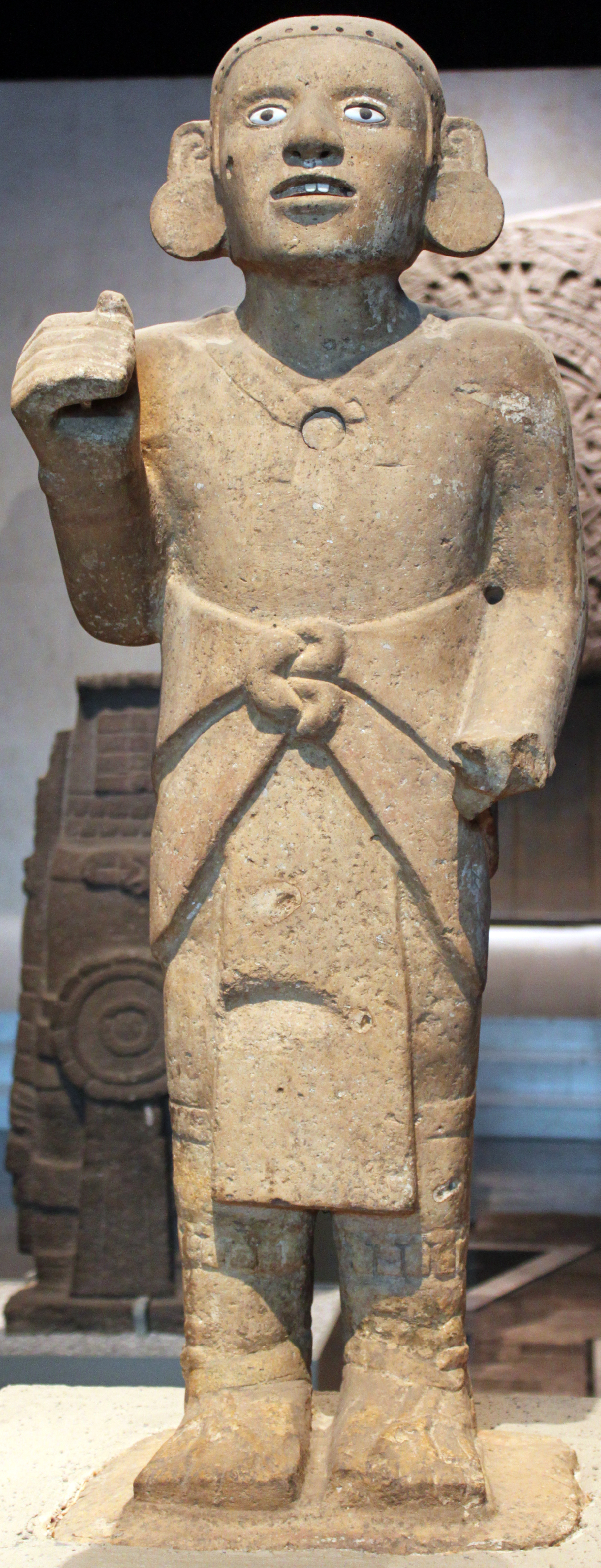
シウテクトリの像

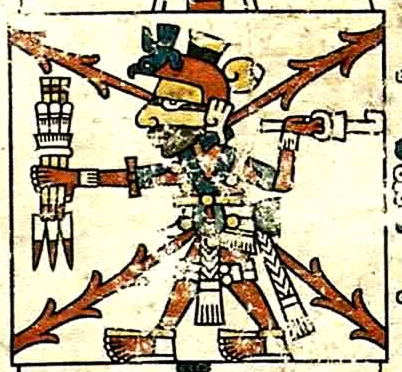
Fejervary-Mayer絵文書のシウテクトリ（拡大）

シウテクトリ（Xiuhtecuhtli）は、アステカ神話の火の神である。
名前は「トルコ石(xihuitl)の主(teuctli/tecuhtli)」を意味する。その名のとおりトルコ石のモザイクで飾られており、トルコ石の冠(xiuhuitzolli)や、しばしばチョウの形をした胸飾りをつけている。額の上にはメキシコルリカザリドリ(xiuhtototl)、背中にはシウコアトルを身につける。
シウテクトリは老いた火の神であるウェウェテオトルと共通点が多く、『フィレンツェ絵文書』ではシウテクトリをウェウェテオトルの別名としている。しかしながらウェウェテオトルと異なってシウテクトリは老いておらず、若く力強い戦士で支配者とされる。
アステカ暦においてシウテクトリは重要な役割を果たす。シウテクトリは「1のヘビ」および「1のウサギ」のトレセーナを支配する神である。シウテクトリは夜の九王のひとりでもある。またカレンダー・ラウンドの終わりに行われる新しい火の祭りでは生贄がシウテクトリに捧げられる。